# Permis de louer
Le permis de louer est une mesure administrative relative au droit immobilier en France. Elle découle de décrets d'application de la loi ALUR pris à compter de décembre 2016 permettant aux collectivités locales d'imposer une déclaration préalable à la location ou une autorisation préalable à la location d'un logement. Fin 2021, il était en vigueur dans une centaine de communes françaises.

## Contexte
Selon une circulation ministérielle de mars 2017, 420 000 logements en métropole et 70 000 en outre-mer sont susceptibles de présenter un risque pour la santé ou la sécurité de leurs occupants ou de tiers. Les logements indignes sont parfois à l'origine de drames comme l'incendie en 2005 dans un immeuble situé boulevard Vincent-Auriol à Paris qui fait 17 morts.  
En 2016, la sénatrice Évelyne Yonnet présente une proposition de loi contenant diverses mesures dont une peine de confiscation générale du patrimoine des marchands de sommeil condamnés, comme c'est le cas pour le blanchiment. Fin 2017, le gouvernement annonce un projet de loi à débattre en 2018. Le secrétaire d'Etat Julien Denormandie annonce notamment qu'il veut « considérer ces marchands de sommeil pour ce qu’ils sont : des criminels au même titre que les trafiquants de drogue, d’armes, de fausse monnaie, de tabac, d’alcool ou de contrefaçon » en modifiant le Code général des impôts pour « permettre à la justice de présumer qu’ils ont perçu de l’argent de la location illégale de leur logement insalubre ».

## Législation
Inspirée de la législation belge, la mesure est une première fois débattue au Parlement en 2006, le sénateur UMP Dominique Braye proposant d'expérimenter le permis de louer pendant cinq ans dans les communes et les agglomérations de plus de 50 000 habitants pour les immeubles de plus de trente ans.
Dans le cadre de la loi ALUR défendue par la ministre chargée du logement Cécile Duflot, le permis de louer est introduit par un amendement du député Mathieu Hanotin. Le décret d'application de la mesure prévoyant de définir où les maires peuvent exiger un permis de louer est pris le 19 décembre 2016 qui donne la possibilité aux communes ou EPCI de délimiter des zones soumises à déclaration ou à autorisation préalable de mise en location sur les territoires comportant une proportion importante d'habitat dégradé. La démarche peut être gratuite ou payante (une centaine d'euros dans certaines collectivités), le Conseil constitutionnel ayant censuré en novembre 2018 l'obligation de gratuité proposée par la loi ELAN. Ces dispositions sont complétées par deux décrets publiés le 27 mars 2017 et le 4 avril 2017 précisant les modalités de déclaration de mise en location d'un logement au titre de la déclaration d'autorisation préalable de mise en location de logement ou de demande d'autorisation préalable de mise en location de logement. Le défaut de permis de louer peut être sanctionné par le Préfet jusqu'à 5 000 €, voire 15 000 € en cas de récidive.
Les professionnels de l'immobilier comme la Chambre nationale des propriétaires et la Fédération nationale de l'immobilier déplorent ces décrets. L’Union des Syndicats de l'Immobilier craint que ce dispositif retarde la signature du bail et fasse fuir les bailleurs, même si les collectivités ont un délai maximal d'un mois pour répondre aux demandes de permis de louer, à défaut de quoi il est tacitement accordé.
Plusieurs communes prennent dès 2017 des délibérations relatives à leur territoire. La première étant Fourmies (Nord). Elle est imitée par des villes comme Bezons, Villiers-le-Bel (Val-d'Oise), Pierrefitte-sur-Seine (Seine-Saint-Denis), La Madeleine (Nord), Cazouls-lès-Béziers (Hérault), Boulogne-sur-Mer et Calais (Pas-de-Calais), etc.. Le permis est expérimenté dans le quartier de Noailles à Marseille, puis à Port de Bouc et Martigues à la suite de l'effondrement des immeubles rue d'Aubagne,; un quart des dossiers déposés font l'objet d'un refus, et les premières sanctions tombent en juillet 2021,. Plusieurs préfets semblent considérer que ce type de délibérations est plutôt du ressort des intercommunalités que des communes, mais le tribunal administratif de Montreuil déboute le Préfet de la Seine-Saint-Denis de son recours contre la ville de Pierrefitte-sur-Seine en octobre 2018 en reconnaissant aussi la légitimité des communes à s'en saisir. Le dispositif est mis en œuvre à Thouars fin 2021.
Promulguée en novembre 2018, la loi ELAN entérine le fait que ce dispositif ne s’applique ni aux logements sociaux, ni aux logements conventionnés et édicte que lorsque la compétence revient à l’intercommunalité, celle-ci peut la déléguer aux communes qui en sont membres. L'efficacité du dispositif reste à démontrer.